# Правительство национального единства (Кения)
Правительство национального единства, также известное как «большой коалиционный кабинет», название коалиционного правительства в Кении с апреля 2008 года по апрель 2013 года. Оно было сформировано в результате переговоров между лидером Оранжевого демократического движения и кандидатом в президенты Раилой Одингой и лидером Партии национального единства и избранным президентом Мваи Кибаки после политического кризиса 2007–2008 годов, который последовал за спорными выборами 2007 года.
Кибаки продолжал исполнять обязанности президента, в то время как Одинга принял пост неисполнительного премьер-министра. Кабинет состоял из рекордных 40 министров и 52 заместителей министров из разных политических партий. Соглашение о создании кабинета было завершено 13 апреля 2008 года, за которым последовало назначение Одинги премьер-министром 14 апреля и приведение к присяге всех членов кабинета 17 апреля.

## Состав правительства
| Легенда партий |                                    | Партия национального единства |
| Легенда партий | Оранжевое демократическое движение |                               |
| Легенда партий | Демократическое движение Вайпер    |                               |
| Легенда партий | Национальный союз африканцев Кении |                               |

| Сокращения | ОП  | Офис президента       |
| Сокращения | ОПМ | Офис премьер-министра |
| Сокращения | ОВП | Офис вице-президента  |

| Должность                                                                   | Имя | Имя                  |
| --------------------------------------------------------------------------- | --- | -------------------- |
| Президент Главнокомандующий Сил обороны Кении                               |     | Мваи Кибаки          |
| Премьер-министр                                                             |     | Раила Одинга         |
| Вице-президент и министр внутренних дел                                     |     | Калонзо Мусьока      |
| Заместитель премьер-министра и министр торговли                             |     | Ухуру Кениата        |
| Заместитель премьер-министра и министр местного самоуправления              |     | Мусалия Мудавади     |
| ОП: Министр провинциального управления и внутренней безопасности            |     | Джордж Саитоти       |
| ОП: Министр обороны                                                         |     | Мохамед Юсуф Хаджи   |
| ОМП: Министр по вопросам планирования, национального развития и Vision 2030 |     | Уиклиф Опаранья      |
| ОПМ: Министр государственной службы                                         |     | Далмас Отиено        |
| ОВП: Министр по вопросам иммиграции и регистрации лиц                       |     | Отиено Каджванг      |
| ОВП: Министр национального наследия и культуры                              |     | Уильям Оле Нтимама   |
| Министр Восточноафриканского сообщества                                     |     | Амазон Кинги         |
| Министр иностранных дел                                                     |     | Мозес Ветанг'ула     |
| Министр финансов                                                            |     | Амос Кимунья         |
| Министр юстиции, национального единства и конституционных дел               |     | Марта Каруа          |
| Министр развития столичного округа Найроби                                  |     | Мутула Килонзо       |
| Министр дорог                                                               |     | Кипкаля Конес        |
| Министр общественных работ                                                  |     | Кристофер Обуре      |
| Министр транспорта                                                          |     | Чирау Али Мваквере   |
| Министр водных ресурсов и ирригации                                         |     | Чарити Нгилу         |
| Министр регионального развития                                              |     | Фред Гумо            |
| Министр информации и коммуникаций                                           |     | Самуэль Погизио      |
| Министр энергетики                                                          |     | Кираиту Мурунги      |
| Министр земель                                                              |     | Джеймс Оренго        |
| Министр экологии и природных ресурсов                                       |     | Джон Мичуки          |
| Министр лесного хозяйства и дикой природы                                   |     | Ноа Векеса           |
| Министр туризма                                                             |     | Наджиб Балала        |
| Министр сельского хозяйства                                                 |     | Уильям Руто          |
| Министр развития животноводства                                             |     | Мохаммед Кути        |
| Министр развития рыболовства                                                |     | Пол Отуома           |
| Министр развития Северной Кении и других засушливых земель                  |     | Мохамед Ибрагим Элми |
| Министр развития кооперации                                                 |     | Джозеф Ньягах        |
| Министр индустриализации                                                    |     | Генри Косгей         |
| Министр жилищного строительства                                             |     | Соита Ситанда        |
| Министр специальных программ                                                |     | Наоми Шабан          |
| Министр по делам женщин и детей                                             |     | Эстер Муруги Матенге |
| Министр общественного здравоохранения и санитарии                           |     | Бет Муго             |
| Министр медицинских услуг                                                   |     | Аньянг' Ньонго       |
| Министр труда                                                               |     | Джон Муньес          |
| Министр по делам молодёжи и спорта                                          |     | Хелен Джепкемои      |
| Министр образования                                                         |     | Сэм Онгери           |
| Министр высшего образования, науки и технологий                             |     | Салли Косгей         |
| Присутствовали на заседаниях кабинета министров                             |     |                      |
| Генеральный прокурор                                                        |     | Амос Вако            |